# Vozuća
Vozuća je naseljeno mjesto u općini Zavidovići, Federacija Bosne i Hercegovine, BiH.

## Stanovništvo

### Popisi 1971. – 1991.
| Vozuća             |                 |                 |                 |
| godina popisa      | 1991.           | 1981.           | 1971.           |
| Srbi               | 1.305 (66,99 %) | 1.414 (73,95 %) | 1.069 (98,25 %) |
| Muslimani          | 596 (30,59 %)   | 457 (23,90 %)   | 1 (0,09 %)      |
| Hrvati             | 6 (0,30 %)      | 5 (0,26 %)      | 8 (0,73 %)      |
| Jugoslaveni        | 16 (0,82 %)     | 18 (0,94 %)     | 0               |
| ostali i nepoznato | 25 (1,28 %)     | 18 (0,94 %)     | 10 (0,91 %)     |
| ukupno             | 1.948           | 1.912           | 1.088           |

### Popis 2013.
| Vozuća             |              |
| godina popisa      | 2013.        |
| Bošnjaci           | 736 (91,43%) |
| Srbi               | 47 (5,84%)   |
| Hrvati             | 1 (0,12%)    |
| ostali i nepoznato | 21 (2,61%)   |
| ukupno             | 805          |

## Teritorijalna organizacija
Po popisu iz 1991. godine, prostor Vozuće podijeljen je na dvije mjesne zajednice: Vozuću i Stog. MZ Stog (580 st.) obuhvaća dio naseljenog mjesta Vozuće, a MZ Vozuća (4.446 st.) obuhvaća dio naseljenog mjesta Vozuće i naseljena mjesta: Crnjevo, Gare, Hrge, Miljevići, Osječani i Vukovine.

## Šport
Od 2009. održava se Memorijalni noćni malonogometni turnir "Fikret Mehanović Fića". Od 2016. održava se Memorijalni noćni malonogometni turnir Almin Bašić.